# Yaginumaella montana
Yaginumaella montana là một loài nhện trong họ Salticidae. Loài này được phát hiện ở Bhutan và Trung Quốc.